# Suite sud-bohémienne
La Suite sud-bohémienne pour orchestre opus 64 est une suite d'orchestre en quatre mouvements de Vítězslav Novák. Composée en 1937, elle est créée le 22 décembre 1937.

## Structure
1. Pastorale (« Horizon »)
2. Rêverie (« Forêts, Marécages »)
3. « Autrefois »
4. Apothéose (« Prospère, mon pays natal »)

- Durée d'exécution : trente deux minutes.